# بلنی‌های کوچک
بلنی‌های کوچک (نام علمی: Labrisomidae) نام یک تیره از زیرراسته بلنی است.